# José Justo Corro
José Justo Corro (n. a Guadalajara, Jalisco, circa 19 de juliol de 1794; m. a Guadalajara, Jalisco el 18 de desembre de 1864) fou un avocat, polític i president de Mèxic de 1836 a 1837.
No se sap amb precisió quan nasqué José justo Corro. Tampoc se sap molt de la seva vida personal. Estudià a l'Escola de Lleis de Guadalajara abans d'anar-se'n a la ciutat de Mèxic. Era molt religiós, conservador, i seguidor d'Antonio López de Santa Anna. Fou Ministre de Justícia i d'Afers Eclesiàstics durant el govern del president Miguel Barragán del 18 de març de 1835 al 26 de febrer de 1836. Barragán es convertí en el president interí en absència de Santa Anna que lluitava contra els rebels a l'estat de Zacatecas. Barragán, tanmateix, morí l'1 de març de 1836. La Cambra de Diputats designà Corro com a president interí el 27 de febrer, 1836.
Durant la gestió de Corro, Santa Anna fou derrotat a Texas, obligat a reconèixer la independència d'aquest territori. Se suspengueren les relacions amb els Estats Units. Corro també posà en vigor les Set Lleis que derogaven la Constitució de Mèxic de 1824. Redactades pels centralistes conservadors sota la guia de Lucas Alamán, la nova carta acabà amb el sistema federal feu de Mèxic una república unitària. La nova llei abrogà també el vot universal, limitant-lo a les persones que podien llegir i escriure. Les Set Lleis creaven un quart poder de govern, a més de l'executiu, legislatiu i judicial, el Suprem Poder Conservador, encarregat de controlar els altres.
El president era excessivament religiós, dèbil per prendre decisions i sense coneixement militars. En terminar el seu govern, es dedicà a les pràctiques religioses. Corro convocà eleccions el 1837, entregant el poder a Anastasio Bustamante. Se retirà a la vida privada a Jalisco, i no se sabé res més d'ell. Morí a Guadalajara el 18 de desembre de 1864. Del seu matrimoni amb Juana Fernanda Ulloa nasqué Luis Corro, comediògraf i artista que participà en el vell Ateneu de Madrid.